# Albert von Buxthoeven
Albert von Buxthoeven (Bexhövede, 1165 – Riga, 1229. január 17.) a XIII. század egyik legfontosabb és legsikeresebb hittérítő püspöke, aki szász mintára katolikus teokrata államot hozott létre a mai Lettország és Észtország helyén. Riga alapítója, püspöke, a Kardtestvérek rendjének életre hívója.

## Származása, családja
Albert von Buxthoeven nagyapja Albert, Jerichow grófja volt. Két fia született, I. Albert és Rudolf (1130? – ?). I. Albert Adelheid von Aumund-ot vette feleségül, aki Dietrich I von Aumund és Kunigunde Alheidis von Stade lánya volt. Adelheid von Aumund-ot férje halála után N. von Utlede vette el, egyik fiúk II. Hartwig, Bréma érseke lett. I. Albertnek hat gyereke született.
- Hermann[9] (1163 Bexhoevede, Loxtedt, Cuxhaven, Alsó-Szászország, Németország – 1248 Kärkna, Tartumaa, Észtország) a brémai Szent Pál kolostor apátja volt, majd az észtországi Dorpat püspöke lett. 1225-ben (VII.) Henrik német király birodalmi hercegnek nevezi ki (herceg-püspök).[10][11][12][13][14][15][16][17][18]
- II. Albert von Buxthoeven, rigai püspök, birodalmi herceg, e szócikk alanya
- Theodorik (1165? – 1236?),[19] miután számtalan balti kereszteshadjáratban vesz részt[20][21][22][23][24][25][26][27][28][29][18] és elveszi a pszkovi fejedelem lányát, Szófiát.[30]
- Hildegunde Buxthoeven (1190? – ?)[31]
- Rothmar[32] a Kardtestvérek és Dorpat prépostja;[33][25][34]
- Engelbert (? – 1209[35])[36] a rigai káptalan elöljárója,[37][38][39]

I. Albert halála után felesége ismét férjhez ment, két gyereke született:
- Johann[40] Szászországban maradt az Apeldorni uradalom vezetőjeként, de Dorpat ostromában biztos részt vett.[41]
- Salomon von Apeldern[42]

## Élete
A vélhetően 1165-ben született Albert, bár első szülött fiú volt, papi pályát futott be, felemelkedését nagybátyjának, II. Hartwig brémai érseknek köszönheti. Miután az első két rigai püspök – Meinhard és Bertold – kevés sikert ért el a pogány balti népek megtérítésében, az érsek Albertet nevezte ki Riga új püspökének, III. Ince pápa szentelte fel. Albert tanult két elődje hibájából – Meinhard és eleinte Bertold is békés térítést folytatott –, Albert zsoldos sereget toborzott a hódításhoz. Első rigai útja előtt megszerezte a német király, a pápa, a dán uralkodó beleegyezését és jóváhagyását is. A pápa hamarosan kinyilvánította, hogy az északi pogányság megtérítése épp oly nemes cselekedet, mint a Szentföldre irányuló hadjárat, ezzel utat nyitott az északi-keresztes hadjáratnak.
Albert első fontos döntése volt Riga megalapítása (1201), az új város fejlődését segítette, hogy püspöki székhelyét is ide helyezte át Uexküllből. Albert – türelmetlenül vagy előrelátásból – nem várta meg, amíg Európa uralkodói keresztes hadat szerveznek, vagy valamelyik lovagrend bekapcsolódik a hódításba, megalapította "saját" lovagrendjét, a Kardtestvérek rendjét, amelyet a pápa az ő irányítása alá helyezett.
A kardtestvérek biztosították a fegyveres erőt Livónia meghódítására. Albert és a Rend 1206-ban legyőzte a líveket, 1208-1209 között a Balti-tenger partvonalán és felfelé a Daugaván nyomultak előre. A Kardtestvérek Dél-Észtországot 1215–1220 között hajtották Albert és a saját uralmuk alá. Észak-Észtország 1220-as dán meghódítását (Dán Észtország) követően Nyugat-Észtországot a dánok a Kardtestvérekkel együtt hódították meg. Dorpat 1224-es bevételével Livóniában teljessé vált a keresztény hegemónia.
Albert sikereit az egyház és a Német-Római Birodalom egyaránt igyekezett kisajátítani, ezáltal is növelve saját hatalmukat. 1207-ben Fülöp német király Albertet birodalmi herceggé nevezte ki, Livóniát adva hűbérbirtokul. Albert hivatalosan hercegpüspök lett. 1209-ben III. Ince pápa közvetlenül a pápai hatalom alá rendelve Albertet, Riga püspökét, így fel– vagy megszabadította Albert püspököt a német-római császár vazallusága alól. Albert 1215-ben részt vett a lateráni zsinaton, ahol a pápa teljes támogatást ígért livóniai hittérítéséhez. (VII.) Henrik német király 1225-ben megerősítette elődje, Fülöp adta birodalmi herceg kiváltságában Albertet.
Az Albert által alapított és irányított Kardtestvérek már 1207-ben annyira megerősödött, hogy a meghódított területből részt követelt. Első, a pápa által is jóváhagyott megállapodásban Albert, hűbérúrként, a meghódított terület egyharmadát engedte át a Kardtestvéreknek. A rigai püspöké maradt Rigán kívül Treiden és Metsepole régiója, a Kardtestvéreké lett az Aa folyón túli terület.
A lovagrend a meghódított területeken a pogány törzsek emelte földvárakat általában lerombolta, helyükre kővárat építettek. Ezekre a helyekre a püspök plébánosokat nevezett ki, akik feleltek a templom építésért, a megtérítettek hitéletéért és ellátták a közigazgatási feladatokat is. Albert püspök számos kolostort alapított: Ösel és Dorpat városában, a legfontosabb azonban a Daugava torkolatában 1202-ben alapított ciszterci kolostor volt. Sigulda, Võnnu, Aizkraukle és más, máig létező városokat is a német hódítók alapítottak.
Albert vélt vágya az érseki cím volt, de ezt nem kapta meg a pápától. Ugyanakkor rendelkezett püspök-szentelési joggal – egyszer élt vele, Theodericus (Dietrich, Thierry) von Treiden esetében – és joga volt új egyházmegyét létrehozni. Ez utóbbi hasznos volt, mert a gyors, egy emberöltő alatt lezajlott terjeszkedés és térítés szervezetileg a távolságok és számosság miatt sem volt egyetlen püspök által kezelhető. Albert három egyházmegyét hozott létre, ezek a rigai egyházmegye alá tartoztak:
Észt Püspökség (1211) a Zemgale Püspökség (1217)  és az Ösell Püspökség (1228).
Albert püspöki idejének alig felét töltötte Livóniában, szinte folyamatosan úton volt. Harminc év alatt 27-szer hajózott át a Balti-tengeren Lübeck és Riga között. Háromszor is jár Rómában: 1211-ben, 1215-ben és 1220-ban
Püspökként tárgyalt III. Ince és III. Honoriusz pápákkal, VI. Knutés II. Valdemár dán királyokkal, 
Fülöp német királlyal és II. Frigyes német-római császárral. Mai szemmel nézve is hatalmas kapcsolati hálót épített és tartott életben. Egyik kortársa, Lübecki Arnold (megh. 1211/14) így ír krónikájában Albertről:
És mivel ez az ember [Albert püspök] rengeteg testvérrel és baráttal (ornatus fratribus et amicis) állt kapcsolatban, sok támogatója volt az Úr szőlőjében. Azt sem tudom könnyen megmagyarázni, hogyan talált kegyre a királyok és mágnások körében, akik pénzzel, fegyverrel, hajókkal és készletekkel segítették.
Albert Rigában halt meg 1229. január 17-én.